# Vâlcănești
Vâlcănești è un comune della Romania di 4 037 abitanti, ubicato nel distretto di Prahova, nella regione storica della Muntenia. 
Il comune è formato dall'unione di 3 villaggi: Cârjari, Trestioara, Vâlcănești.